# Afrokana knorri
Afrokana knorri är en insektsart som beskrevs av Heller 1972. Afrokana knorri ingår i släktet Afrokana och familjen dvärgstritar. Inga underarter finns listade i Catalogue of Life.